# アニア・タウアー
アニア・タウアー（Anja Thauer, 1945年7月3日 - 1973年10月18日）は、ドイツのチェロ奏者。

## 経歴
1945年、リューベックに生まれる。ニュルンベルク音楽院でチェロを学び、12歳で母のピアノ伴奏で初舞台を踏む。13歳の時にバーデン＝バーデンでオーケストラと初共演を果たした。14歳の時にシュトゥットガルト音楽大学のルートヴィヒ・ヘルシャーのマスター・クラスに入った。翌年には奨学金を得てパリ音楽院に入学し、アンドレ・ナヴァラの薫陶を受けた。1962年にはパリ音楽院内の学生コンクールで優勝している。1964年にはニュルンベルク市より振興賞を贈られた。
晩年は妻子持ちの医師と恋愛関係にあったが、1973年にヴィースバーデンで自殺した。